# Sarave
Sarave (jezik saraveka, sarabeca), pleme američkih Indijanaca porodice Arawakan koji su obitavali u istočnoj Boliviji i susjednom području brazilske države Mato Grosso. Pokršteni su na misiji Santa Ana de Velazco (vidi slika  Arhivirana inačica izvorne stranice od 28. lipnja 2013. (Wayback Machine)) i otopili su se među Chiquito Indijancima. Jezik im je nestao.